# Eroe per caso
Eroe per caso (Hero) è un film del 1992 diretto dal regista Stephen Frears.

## Trama
Bernie LaPlante è un ladruncolo e piccolo truffatore che sta trascorrendo un periodo parecchio difficile della sua vita. Separato dalla moglie che lo ha lasciato, ha un lavoro precario che nel seguito della storia perderà definitivamente e sta subendo un processo per furto. È però molto affezionato al figlio a cui ha ripetuto spesso la sua filosofia di vita: si vive come in una giungla, ognuno deve cercare di sopravvivere come può senza interessarsi agli altri, pensando solo a sé stessi.
Una sera ha promesso al figlio di portarlo al cinema e si avvia verso la casa della ex moglie per andarlo a prendere. Ha un'auto malridotta e per di più sta piovendo a dirotto. La sua auto si ferma allora in mezzo alla strada dove a poca distanza precipita un aereo. Bernie sente provenire dalla carlinga invocazioni di aiuto. Impulsivamente s'incarica, tra imprecazioni e urla, di salvare i passeggeri tra i quali c'è anche Gale Gayley, una nota reporter televisiva. Anche lei viene salvata da Bernie che approfitta della situazione per rubarle la borsetta, in cui poi troverà diverse carte di credito e un premio giornalistico, ricevuto dalla donna prima del disastro aereo. Durante il salvataggio Bernie perde una delle sue scarpe a cui teneva molto. Arrivano i pompieri e gli operatori televisivi, mentre Bernie si allontana a piedi ricevendo poi un passaggio in una vecchia auto carica di lattine da riciclare. Alla guida vi è un giovane barbone, John Bubber, a cui Bernie racconta quello che gli è appena successo. Gli lascia anche, come ringraziamento, l'altra scarpa che gli era rimasta. La ex moglie di Bernie è però molto irritata per il suo mancato appuntamento con il figlio e non gli dà la possibilità di vederlo né di raccontare l'accaduto.
Gale vuole rintracciare l'eroico ed anonimo salvatore e lancia quindi una campagna televisiva in cui si offre un premio di un milione di dollari a chi si farà riconoscere portando la scarpa uguale a quella perduta che è stata ritrovata. Bernie sente dell'annuncio alla televisione mentre si trova in un bar a trattare con alcuni ricettatori, ma proprio in quel momento questi si rivelano poliziotti in borghese che lo arrestano. Dopo un breve processo, Bernie viene condotto in carcere. Nel frattempo John Bubber approfitta dell'occasione e, sfruttando la scarpa lasciatagli da Bernie si fa riconoscere come l'anonimo salvatore. John Bubber diventa agli occhi dell'intera America un ricco osannato eroe, "l'angelo del volo 104", che dimostra con il suo altruistico comportamento che tutti, anche i più reietti, possono diventare eroi.
Uscito su cauzione, Bernie trova ad aspettarlo a casa Gale, la quale sospetta che Bernie stia ricattando Bubber (di cui si è nel frattempo innamorata) per qualche motivo. In quel momento Bubber, non sopportando più la finzione, vuole suicidarsi buttandosi giù da un palazzo dopo aver lasciato un messaggio nel quale rivela tutta la verità. Bernie, arrivato sul posto assieme alla giornalista sale sul cornicione dell'edificio per convincere Bubber a non uccidersi. I due giungono ad un accordo: a Bernie andrà una parte del premio, da utilizzare per pagare l'università al figlio e a John Bubber la gloria e il ruolo di eroe che sa sostenere così bene e che, sotto la maschera di cinismo, anche Bernie ammira. Gale, vedendo Bernie sporco in viso, lo riconosce come il vero eroe ma Bernie non si scompone e così lei desiste dopo averlo ringraziato.
Bernie decide che almeno il figlio deve conoscere la verità e gli racconta quanto è veramente accaduto durante una passeggiata allo zoo. Ma vengono interrotti dalle grida di una donna disperata che chiede aiuto perché sua figlia è caduta nel recinto dei leoni. Bernie, rassegnato a dover essere un eroe, chiede al figlio di custodirgli le scarpe, e si avvia al salvataggio.

## Produzione
Per la colossale messa in scena della caduta dell'aereo ci si è serviti di un aereo Boeing 727 veramente precipitato nel dicembre 1991. Si è quindi organizzato un set a Piru, in California. La fusoliera abbandonata dell'aereo è stata fatta esplodere su un ponte e ricreato il fiume con il suo letto. Dopo il fallimento della prima esplosione, una seconda esplosione controllata ha riproposto realisticamente la scena dello schianto in cui l'aereo viene fatto a pezzi.

## Critica
Il film apparentemente ispirato a una comicità leggera si rifà invece a un significato molto più intenso offrendo spunti di amara riflessione.
Ormai non vi sono più valori certi e tutto avviene sotto l'insegna dell'apparire televisivo che costruisce falsi personaggi, che non importa siano veri "eroi" ma che sappiano bene interpretare la loro parte.
Non c'è più una morale sicura a cui fare riferimento ma solo una morale di "eroi per caso".
Una morale derivata dalla completa assenza di sicurezze, dove anche quelli che sembrano essere i più alti comportamenti altruistici non sono in realtà che l'azione resa necessaria dal contesto e dalle circostanze. Un comportamento morale che richiama quello della "morale della situazione" elaborata nell'ambito dell'antico relativismo etico sofistico.
«In fondo siamo tutti eroi se sappiamo corrispondere alle difficoltà della vita» come lo è "Bernie" «...a causa del suo coraggio "necessario" (necessario per stare al mondo)»